# Меркурий 13
Меркурий 13 (англ. Mercury Thirteen) — группа из 13 женщин-пилотов (оставшихся из 20 кандидаток — группа FLATs), желающих стать астронавтами и полететь в космос по программе Меркурий. Добровольно прошли в 1961 году ужесточенные тесты на физическую выносливость и устойчивость к стрессам, желая доказать, что женщинам тоже место в космосе. NASA не имело к этому проекту никакого отношения и не воспринимало его всерьёз, утверждая, что астронавтами должны быть квалифицированные лётчики-испытатели (мужчины).

## Список участниц
- Кобб, Джеральдина М., «Джерри» (1931—2019)
- Джейн Бриггс Харт (Jane Briggs Hart) (1921—2015)
- Майртл Кейджл (Myrtle Cagle, Myrtle K Thompson) (1925—2019)
- Джин Хикссон (Hixson, Jean) (1922—1984)
- Бернайс Тримбл Стидман (Steadman, Bernice Trimble) (1925—2015)
- Айрин Левертон (Leverton, Irene) (1927—2017)
- Мэрион Дитрих (Marion Dietrich) (1926—1974)
- Йан Дитрих (Dietrich, Jan) (1926—2008)
- Джеральдин Слоун (Sloan, Geraldine 'Jerri') (1929—2013)
- Рэй Харл Эллисон (Allison, Rhea Hurrle nee Woltman) (1928—2021)
- Сара Ли Горелик (Gorelick, Sarah Lee) (1933—2020)
- Джин Нора Стамбау (Stumough, Gene Nora) (1937—)
- Мэри Уоллес Фанк (Funk, Mary Wallace 'Wally') (1939—)[2][3]

## Предыстория
Независимый исследователь Уильям Рэндолф Лавлэс (второй) помогал составить тесты для астронавтов-мужчин NASA. Ему стало любопытно, а как женщины пройдут эти же испытания. В 1960 году Лавлэс пригласил Джерри Кобб пройти те же самые строгие испытания. Кобб, уже опытный пилот, стала первой американской женщиной (и единственной из группы Меркурий 13), которая прошла все три тура тестирования. Лавлэс и Кобб для прохождения тестов пригласили еще 19 лётчиц. Тринадцать из них прошли все те же тесты, что и мужчины из Первой Семёрки. Кто-то был отсеян из-за не пройденных интеллектуальных тестов или обнаруженных сердечных аномалий. О результатах объявили на конференции в Стокгольме, Швеция. Финансировала этот частный проект всемирно известная лётчица Жаклин Кокран.

## Набор кандидаток
Лавлэс и Кобб приглашали лётчиц только с более чем 1000 часов налета, рассмотрели более 700 заявок. Некоторые из них, возможно, были приняты через «Девяносто девять» (Организацию женщин-пилотов), в которой Кобб тоже участвовала. Некоторые женщины откликнулись после слушаний, кто-то узнал от друзей. Эту группу из 20 женщин Джерри Кобб назвала «Флэтс» (Fellow Lady Astronaut Trainees — «FLATs» — перевод на русский — «Квартиры»), и ознакомила их с программой тестов-исследований.

## Тесты
Так как доктора не знали, что астронавты будут испытывать в космосе, тесты колебались от простого рентгена и общих медосмотров тела до, казалось бы, экзотичных — женщины глотали резиновую трубочку для взятия проб желудочного сока. Доктора проверяли реакцию локтевого нерва, используя удар током в предплечие женщины. Чтобы вызвать головокружение, в уши заливали воду со льдом, замораживая внутреннее ухо, и засекали время, как быстро они придут в себя. Женщин принуждали к истощению, используя огромные нагрузки на велотренажёрах, проверяли дыхание. Они прошли много более агрессивных и непонятных тестов. В конце концов, первый тур испытаний прошли 13 человек.

## Дополнительные тесты
Нескольких женщин отобрали для дополнительных тестов. Джерри Кобб, Рея Херрл и Фанк Уолли переехали в Оклахома-Сити, для прохождения второй фазы исследования, состоявшей из теста в сурдокамере и психологических тестов. Из-за семейных обязательств или работы не все женщины смогли принять участие в этом этапе. Через несколько дней после того, как Кобб прошла Фазу-3 (аэромедицинский тест — использовалась военная техника и реактивный самолёт), остальные женщины должны были прибыть в Военно-морскую Школу Авиационной медицины в Пенсаколе, Флорида. Две из них уволились с работы, чтобы остаться в «М 13». Но за несколько дней до этого, они получили телеграммы об отмене тестирований в Пенсаколе. Без официальной просьбы от NASA, ВВС не могли позволить использовать свои средства для неофициального проекта. Иногда утверждается, что Фанк прошла Фазу-3, но это не совсем так. Она нашла способы продолжить тестирования, и действительно прошла большую часть пунктов Фазы-3, как смогла, но это не было зафиксировано как часть программы «М 13».

## Половая дискриминация
Джерри Кобб немедленно вылетела в Вашингтон, чтобы попытаться возобновить программу тестирования. Она и Джейн Харт написали президенту Джону Ф. Кеннеди и посетили вице-президента Линдона Б. Джонсона. Наконец, 17 и 18 июля 1962 года, представитель сената Виктор Анфузо инициировал публичные слушания специальной Подкомиссии Комитета Палаты по Науке и Астронавтике. Слушания прежде всего исследовали половую дискриминацию, но прошло два года, прежде чем появился Закон о гражданских правах 1964 года, делая эти слушания символом того, как идеи о правах женщин проникли в политические беседы прежде, чем они появились в законе. Кобб и Харт заявляли о преимуществе частного проекта Лавлэса. Жаклин Кокран нечаянно ослабила их позицию, заявив, что нужна специальная программа, чтобы обучать астронавтов-женщин. Представитель NASA Джордж Лоу и астронавты Джон Гленн и Скотт Карпентер заявили, что у NASA нет критериев для отбора женщин-астронавтов. Они сообщили, что организация требовала, чтобы все астронавты были выпускниками военных реактивных испытательных программ и имели дипломы инженера, хотя Джон Гленн признал, что он попал в проект Меркурий, не имея необходимую степень бакалавра. В 1962 году женщины не допускались к обучению в школах ВВС, таким образом, никто из американских женщин не мог стать лётчиком-испытателем военных самолётов. Несмотря на то, что кто-то из группы «Меркурий 13» был гражданским лётчиком-испытателем, а у многих было значительно большее количество часов налета на пропеллерных самолётах, мужчины-кандидаты в астронавты имели налет на более скоростных самолётах. NASA отказалось рассматривать коэффициенты перевода одних часов налета в другие. Хотя некоторые члены Подкомиссии сочувствовали женским аргументам, слушания так и закончились ничем.

## Внимание средств массовой информации
Интерес к Проекту «Меркурий 13» со стороны средств массовой информации резко вырос, когда 16 июня 1963 года советская женщина-космонавт Валентина Терешкова совершила полёт в космос. В ответ Клэр Бузэ Люс опубликовала статью с критикой NASA и официальных лиц США. В этой статье впервые были опубликованы фотографии всех тринадцати финалисток Проекта «Меркурий 13» и названы их имена.

## Первая женщина-астронавт
Хотя и Кобб, и Кокран сделали отдельные заявления через много лет, чтобы возобновить попытки запуска в космос женщины-астронавта, NASA не производило набор женщин до появления «NASA Group № 8» в 1978 году, в которую вошли 35 кандидатов в астронавты для эксплуатационной программы Шаттла. Астронавт Салли Райд стала первой американской женщиной в космосе в 1983 году на STS-7, а Айлин Коллинз стала первой женщиной-пилотом на STS-63 в 1995 году. Коллинз также стала первой женщиной-командиром миссии Шаттла STS-93 в 1999 году, а в 2005 году она командовала STS-114.
Коллинз пригласила семерых участниц «Меркурий 13» присутствовать на её первом старте в космос в 1995 году, а десять женщин из «FLATs» посетили её старт как женщины-командира Шаттла STS-93.

## Почести и премии
В 2005 году группа «Меркурий 13» была награждена Премией Космических исследований. В мае 2007 года восемь членов группы были награждены почётными докторскими степенями университета Висконсина — Ошкош.